# Maison Coquille
La maison Coquille ou maison Turlet est un immeuble situé au no 4 rue du Nègre-Sans-Peur à Basse-Terre dans le département de la Guadeloupe en France. Construite à la fin du XVIIIe siècle, elle constitue l'un des plus anciens bâtiments de la ville et de l'archipel. Elle a été inscrite aux monuments historiques en 1987 et classée en 1990.

## Historique
La maison Coquille semble avoir été construite avant 1788, sur un terrain acquis en 1771 par Robert Coquille, procureur général du conseil souverain de la Guadeloupe. Elle a été construite en plusieurs étapes dès avant 1788 jusqu'en 1873. En 1794, la maison se composait d'un bâtiment principal relativement modeste et de bâtiments annexes dont des appentis servant de magasins ou de logements pour les esclaves domestiques.
Le 13 septembre 1990, la maison Coquille est classée au titre des monuments historiques après son inscription de 1987. Elle a fait l'objet d'une restauration en 2002 puis 2005-2006.

## Architecture
Initialement, la maison Coquille est composée de trois bâtiments : le corps principal en maçonnerie qui abrite une salle, un cabinet et un corridor, surmonté d'un galetas accessible par un escalier extérieur en pierre ; un second corps en bois qui abrite une galerie et un salon ; un troisième bâtiment en maçonnerie qui abritait la cuisine et un garde robes. Ce type d'architecture urbaine du corps principal (deux pièces avec corridor) apparaît être une constante dans l'architecture ancienne dans les colonies outre-atlantique du XVIIIe et début XIXe siècles, probablement inspiré de l'architecture américaine de l'époque. Vers 1794, le corps principal est surélevé de combles en bois à trois chambres desservies par l'escalier en pierre. En 1873, un étage en bois est ajouté entre le corps principal en maçonnerie et la surélévation de 1794. Le second corps en bois (salon) est reconstruit en maçonnerie surmonté d'un étage en bois.
Une galerie ouverte, dite hors-d'œuvre, desservie par l'escalier en pierre court sur les façades avant des deux corps de bâtiment. Il s'agit d'un élément classique de l'architecture créole qui procure de l'ombre, limite la hausse des températures intérieures en isolant les murs du rayonnement direct du soleil, et offre un espace de vie supplémentaire à l'abri des pluies. Ces galeries ouvertes, soutenues par des poteaux en bois, semblent se répandre dans les Antilles françaises dans le second quart du XVIIIe siècle sous l'influence des colonies espagnoles voisines. Les galeries ouvertes sont peu présentes à Basse-Terre. L'escalier de la fin du XVIIIe siècle qui relie la galerie haute et basse est l'un des rares à être en maçonnerie et à être agrémenté de balustres de terre cuite (ils sont généralement en bois, souvent raides et en bout de galerie, avec des rampes se limitant, en principe, en une série de simples barreaux en bois de section carrée). Jusqu'en 1873, les toitures de la maison Coquille étaient en essentes.